# Menesia transversonotata
Menesia transversonotata là một loài bọ cánh cứng trong họ Cerambycidae.